# Bourdeau (Savoia)
Bourdeau és un municipi francès situat al departament de la Savoia i a la regió d'Alvèrnia-Roine-Alps. L'any 2007 tenia 509 habitants.

## Demografia

### Població
El 2007 la població de fet de Bourdeau era de 509 persones. Hi havia 220 famílies de les quals 71 eren unipersonals (34 homes vivint sols i 37 dones vivint soles), 82 parelles sense fills, 56 parelles amb fills i 11 famílies monoparentals amb fills.
La població ha evolucionat segons el següent gràfic:
Habitants censats

### Habitatges
El 2007 hi havia 280 habitatges, 232 eren l'habitatge principal de la família, 37 eren segones residències i 10 estaven desocupats. 195 eren cases i 81 eren apartaments. Dels 232 habitatges principals, 127 estaven ocupats pels seus propietaris, 90 estaven llogats i ocupats pels llogaters i 16 estaven cedits a títol gratuït; 10 tenien una cambra, 29 en tenien dues, 49 en tenien tres, 37 en tenien quatre i 107 en tenien cinc o més. 199 habitatges disposaven pel capbaix d'una plaça de pàrquing. A 96 habitatges hi havia un automòbil i a 127 n'hi havia dos o més.

### Piràmide de població
La piràmide de població per edats i sexe el 2009 era:
| Homes | Edats   | Dones |
| ----- | ------- | ----- |
| 0     | 95 o +  | 0     |
| 0     | 90 a 94 | 8     |
| 4     | 85 a 89 | 8     |
| 4     | 80 a 84 | 0     |
| 12    | 75 a 79 | 16    |
| 8     | 70 a 74 | 4     |
| 12    | 65 a 69 | 28    |
| 12    | 60 a 64 | 12    |
| 12    | 55 a 59 | 8     |
| 8     | 50 a 54 | 8     |
| 24    | 45 a 49 | 24    |
| 8     | 40 a 44 | 8     |
| 24    | 35 a 39 | 16    |
| 12    | 30 a 34 | 12    |
| 12    | 25 a 29 | 4     |
| 24    | 20 a 24 | 12    |
| 12    | 15 a 19 | 12    |
| 8     | 10 a 14 | 20    |
| 16    | 5 a 9   | 12    |
| 12    | 0 a 4   | 8     |

## Economia
El 2007 la població en edat de treballar era de 349 persones, 272 eren actives i 77 eren inactives. De les 272 persones actives 258 estaven ocupades (139 homes i 119 dones) i 14 estaven aturades (7 homes i 7 dones). De les 77 persones inactives 22 estaven jubilades, 37 estaven estudiant i 18 estaven classificades com a «altres inactius».

### Ingressos
El 2009 a Bourdeau hi havia 220 unitats fiscals que integraven 522 persones, la mediana anual d'ingressos fiscals per persona era de 25.779 €.

### Activitats econòmiques
Dels 26 establiments que hi havia el 2007, 3 eren d'empreses de construcció, 7 d'empreses de comerç i reparació d'automòbils, 4 d'empreses d'hostatgeria i restauració, 4 d'empreses immobiliàries, 5 d'empreses de serveis, 1 d'una entitat de l'administració pública i 2 d'empreses classificades com a «altres activitats de serveis».
Dels 6 establiments de servei als particulars que hi havia el 2009, 1 era un taller de reparació d'automòbils i de material agrícola, 1 electricista i 4 restaurants.
L'únic establiment comercial que hi havia el 2009 era una botiga de menys de 120 m².

## Equipaments sanitaris i escolars
El 2009 hi havia una escola elemental.

## Poblacions més properes
El següent diagrama mostra les poblacions més properes.